# 自由簧樂器

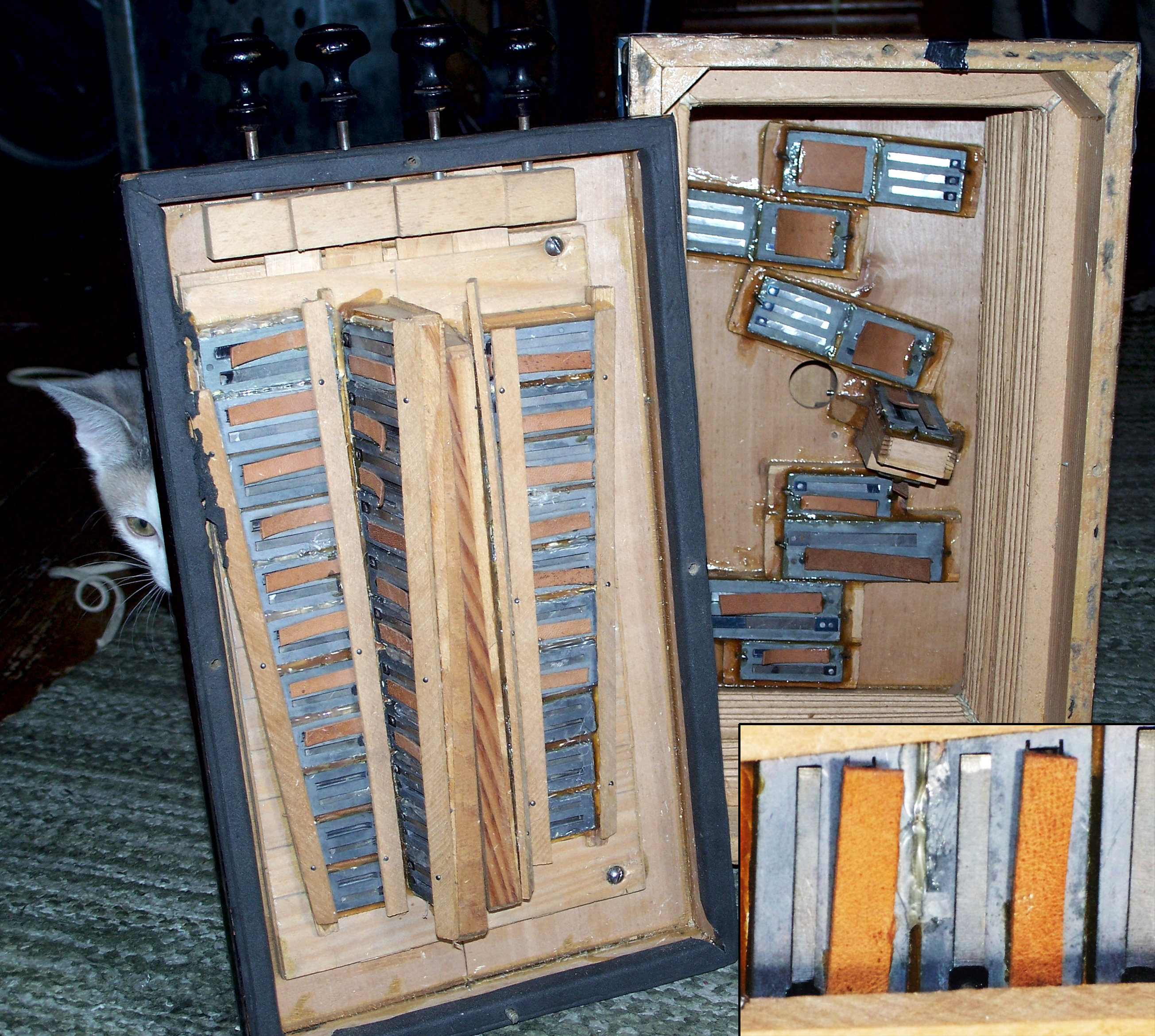
二十世紀初一把手風琴的簧片特寫。

自由簧樂器是樂器的一種，空氣流經簧片使之振動後即會發聲。在自由簧樂器中，空氣壓力通常由呼吸或風箱產生。其H-S分類號為412.13。

## 原理

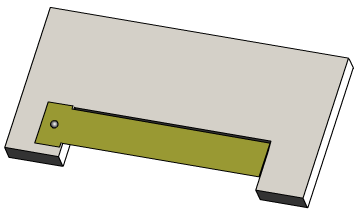
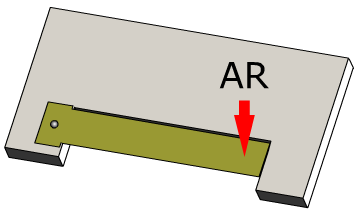
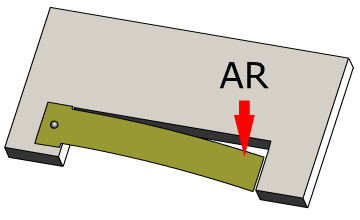
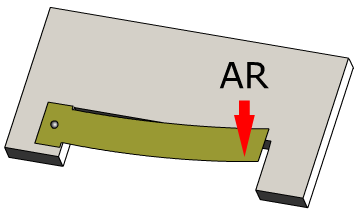

- 發聲步驟

## 历史

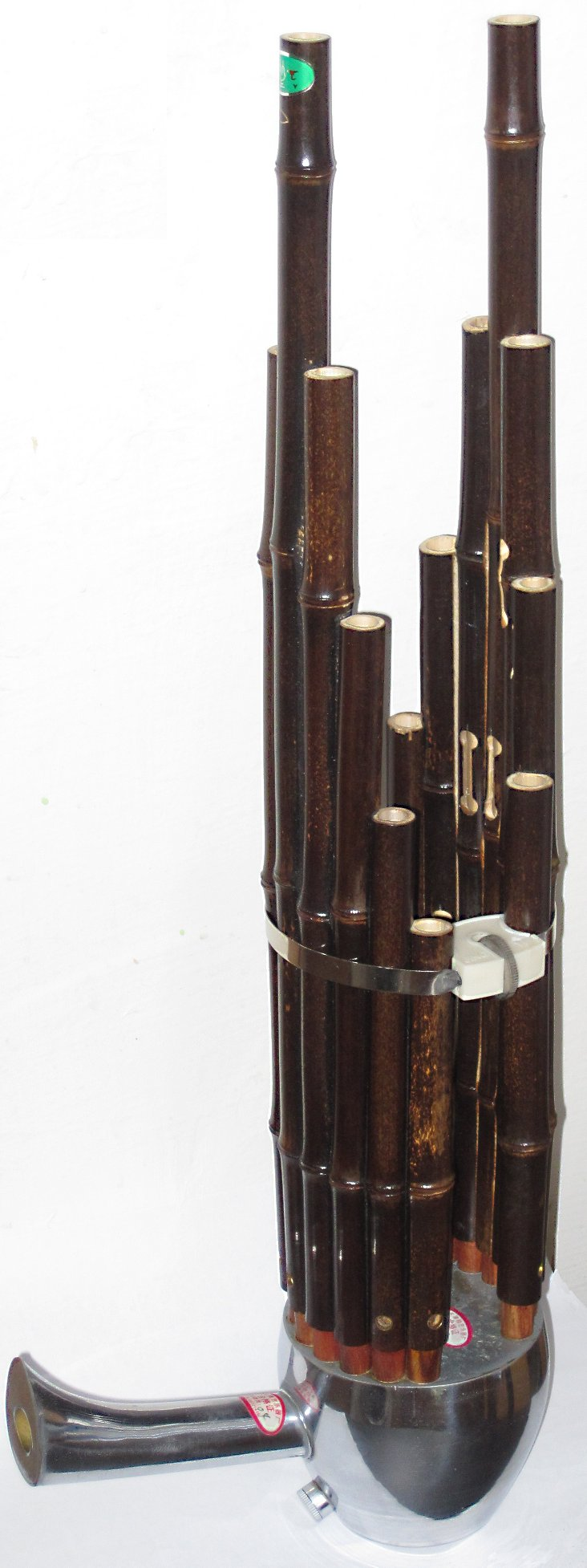
17根竹管的笙。

古代的自由簧樂器中，寮國的khene、中國的笙和日本的笙仍流傳至今。